# 蒙托莱克雷诺
蒙托莱克雷诺（法語：Montaut-les-Créneaux，法語發音：[mɔ̃to le kʁeno]）是法国热尔省的一个市镇，属于欧什区。

## 地理
蒙托莱克雷诺（43°41'38"N, 0°39'28"E）面积26.23 平方千米，位于法国奧克西塔尼大區热尔省，该省份为法国西南部内陆省份，北起顺时针与洛特-加龙省、塔恩-加龙省、上加龙省、上比利牛斯省、大西洋比利牛斯省和朗德省接壤。
与蒙托莱克雷诺接壤的市镇（或旧市镇、城区）包括：欧什、克拉斯特、勒布兰、米尔普瓦、努加鲁莱、普雷尼昂。
蒙托莱克雷诺的时区为UTC+01:00、UTC+02:00（夏令时）。

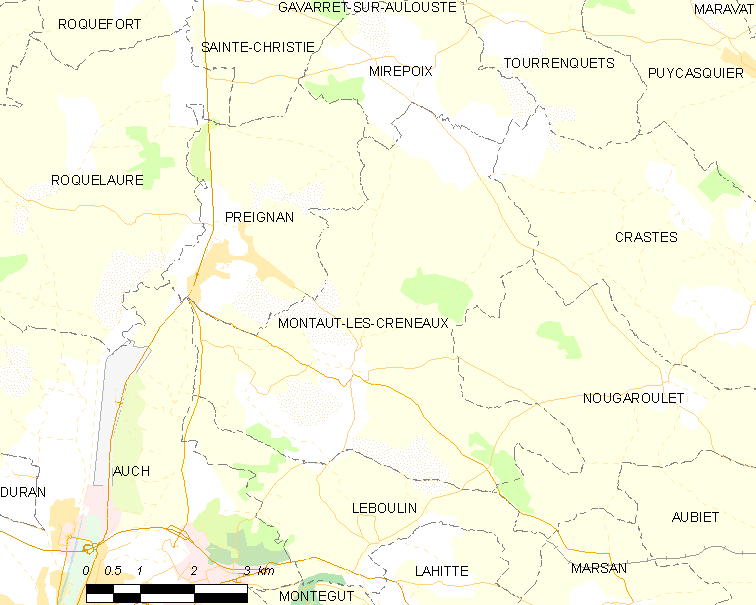
蒙托莱克雷诺的OSM定位图

## 行政
蒙托莱克雷诺的邮政编码为32810，INSEE市镇编码为32279。

## 政治
蒙托莱克雷诺所属的省级选区为欧什加斯科涅县。

## 人口

1962-2008年间蒙托莱克雷诺人口变化图示

蒙托莱克雷诺于2022年1月1日时的人口数量为714人。